# Trimeresurus
Trimeresurus es un género de serpientes venenosas que pertenecen a la subfamilia de las víboras de foseta. Se encuentran en Asia, desde Pakistán, India, China, hasta el Sudeste asiático y en numerosas islas del Pacífico, incluyendo Japón, el Archipiélago Malayo hasta Timor.

## Descripción
Son serpientes en su mayoría relativamente pequeñas, principalmente arbóreas, con cuerpos delgados y colas prensiles. Normalmente son de color verde o azul, pero algunas especies también tienen un color amarillo, negro, naranja o marcas de color rojo.

## Comportamiento
Su dieta se compone de diversos vertebrados: roedores, lagartos, anfibios y aves. Al igual que la mayoría de las víboras de foseta, los miembros del género Trimeresurus son ovovivíparos.

## Veneno
La toxicidad de su veneno varía, dependiendo de la especie, pero todos son principalmente hemotóxicos.

## Taxonomía

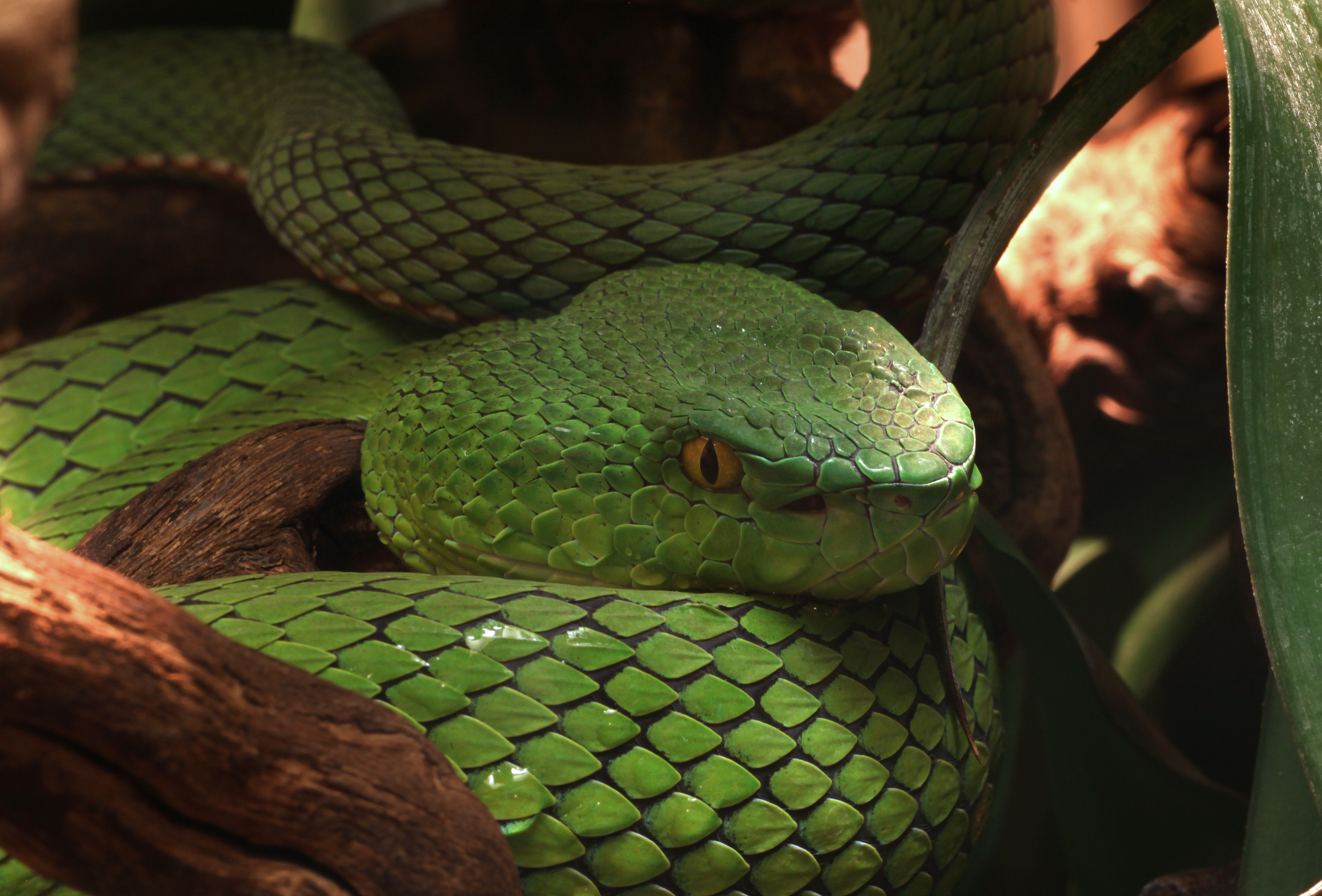
Trimeresurus stejnegeri

Desde el año 2000, el género Trimeresurus sensu lato ha sido objeto de un considerable trabajo taxonómico, dando como resultado el reconocimiento de otros géneros dentro de este complejo. La mayoría de los autores ahora reconocen el género Protobothrops para las especies cornutus, flavoviridis, jerdonii, kaulbacki, mucrosquamatus, tokarensis y xiangchengensis, ya que estos han demostrado no estar estrechamente relacionados con otros Trimeresurus en los últimos análisis filogenéticos.
Malhotra y Thorpe (2004) propusieron una reorganización radical del género entero, con una división de Trimeresurus en siete géneros (algunos los reducen a subgéneros). El nuevo arreglo que proponen (incluyendo las especies descritas desde 2004) se muestra en el cuadro siguiente:
| Género        | Especies incluidas |
| ------------- | --- |
| Trimeresurus  | andalasensis, borneensis, brongersmai, gramineus, malabaricus, puniceus, strigatus, trigonocephalus, wiroti, salazar                                                              |
| Cryptelytrops | albolabris, andersonii, cantori, erythrurus, fasciatus, honsonensis (Hon Son Pit Viper), insularis, kanburiensis, labialis, macrops, purpureomaculatus, septentrionalis, venustus |
| Himalayophis  | tibetanus |
| Parias        | flavomaculatus, gunaleni, hageni, malcolmi, mcgregori, schultzei, sumatranus |
| Peltopelor    | macrolepis |
| Popeia        | barati, buniana, fucata, nebularis, phuketensis, popeiorum, sabahi, toba |
| Viridovipera  | gumprechti, medoensis, stejnegeri, truongsonensis, vogeli, yunnanensis |

Este nuevo arreglo ha sido seguido por algunos, pero no todos los autores posteriores.

### Especies

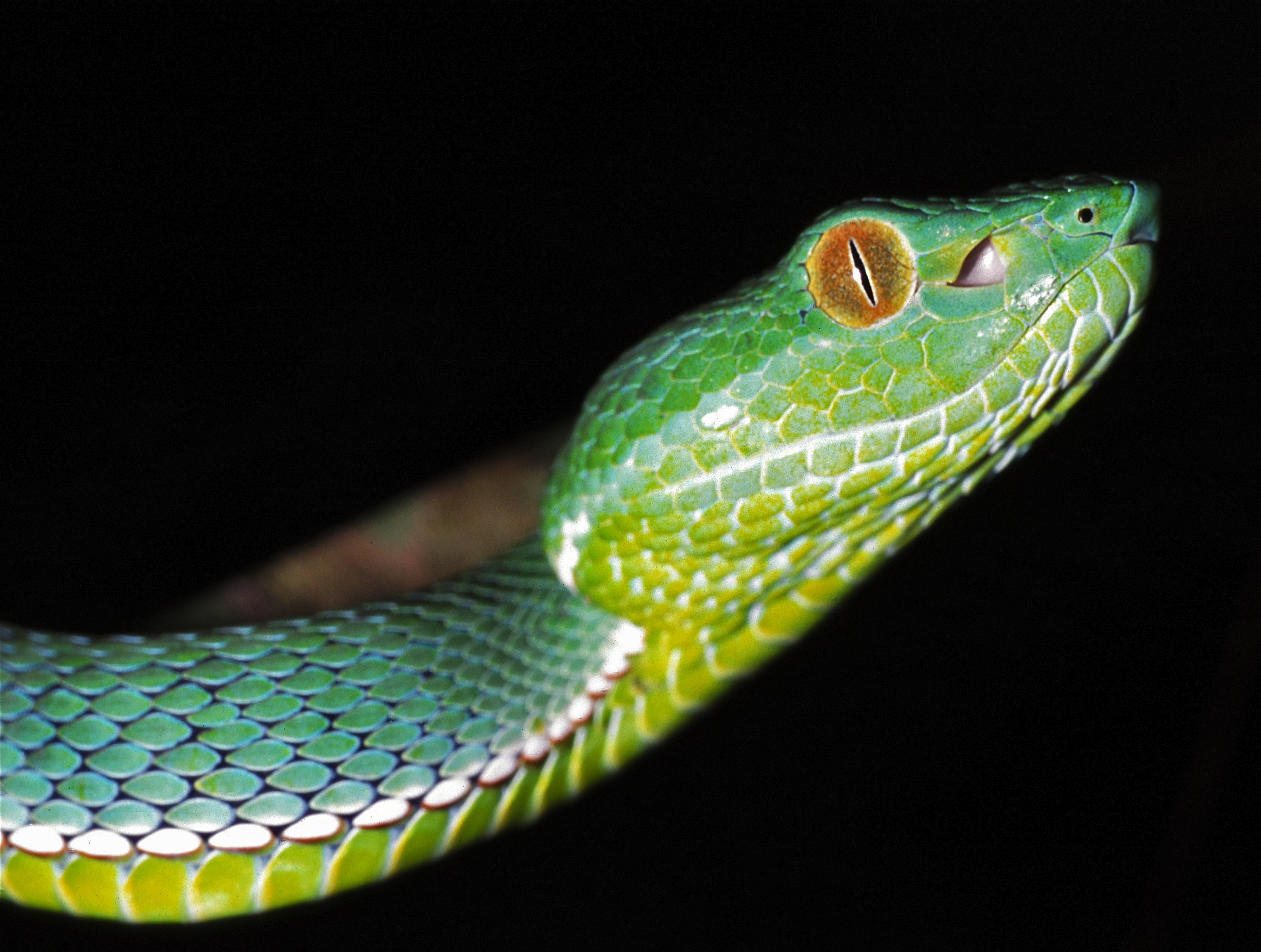
Trimeresurus vogeli

Se reconocen las siguientes 62 especies:
- Trimeresurus albolabris (Gray, 1842) - India (Assam), Islas Nicobar, Birmania, Tailandia, Camboya, Laos, Vietnam, el sur de China (Fukien, Hainan, Kuangsí, Kwantung), Hong Kong, Malasia Occidental , Indonesia (Sumatra, Borneo, Sulawesi, Java, Madoera, Lombok, Sumbawa , Komodo, Flores, Sumba, Roti, Timor, Kisar, Wetar).
- Trimeresurus andalasensis David, Vogel, Vijayakumar & Vidal, 2006 - Sumatra, Indonesia.
- Trimeresurus andersonii Theobald, 1868 - Islas Andamán de India.
- Trimeresurus ayeyarwadyensis Chan, Anuar, Sankar, Law, Law, Shivaram, Christian, Mulcahy & Malhotra, 2023[8] - regiones de Ayeyarwady y Yangon, Myanmar.
- Trimeresurus barati Regenass & Kramer, 1981 - Islas de Sumatra y Mentawa, Indonesia.
- Trimeresurus borneensis (Peters, 1872) - Isla de Borneo.
- Trimeresurus brongersmai Hoge, 1969 - Isla Simalur, Indonesia.
- Trimeresurus buniana (Grismer, Grismer & Mcguire, 2006) - Malasia Occidental (Pahang: Pulau Tioman).[9]
- Trimeresurus calamitas Vogel, David & Sidik, 2022[10] - Isla Nias, Indonesia.
- Trimeresurus cantori (Blyth, 1846) - Islas Nicobar de India y posiblemente islas Andaman.
- Trimeresurus cardamomensis (Malhotra, Thorpe, Mrinalini & Stuart, 2011) - Suroeste de Tailandia, Camboya (provincia de Koh Kong) y Vietnam.[11]
- Trimeresurus ciliaris Idiiatullina, Pawangkhanant, Tawan, Worranuch, Dechochai,  Suwannapoom, Nguyen, Chanhome & Poyarkov, 2023[12] - Trang en Tailandia.
- Trimeresurus cryptographicus Pawangkhanant, Idiiatullina, Nguyen, Ruangsuwan, Matsukoji, David, Suwannapoom & Poyarkov, 2025[13] - Provincia de Phitsanulok, Tailandia.
- Trimeresurus cyanolabris Idiiatullina, Nguyen, Bragin, Pawangkhanant, Le, Vogel, David & Poyarkov, 2024[14] - Costa sur y central de Vietnam.
- Trimeresurus erythrochloris Pawangkhanant, Idiiatullina, Smits, Dugdale, Pierce, Suwannapoom & Poyarkov, 2025[15] - Provincia de Sa Kaeo, Este de Tailandia.
- Trimeresurus erythrurus (Cantor, 1839) - India (Assam y Sikkim), Bangladés y Myanmar.
- Trimeresurus fasciatus (Boulenger, 1896) - Isla Djampea, Indonesia.
- Trimeresurus flavomaculatus (Gray, 1842) - Islas de Agutayán, Batan, Camiguin, Catanduanes, Dinagat, Jolo, Leyte, Luzon, Mindanao, Mindoro, Negros y Polillo, Filipinas.
- Trimeresurus fucatus Vogel, David & Pauwels, 2004 - sur de Tailandia, Birmania, Malasia.
- Trimeresurus gracilis Oshima, 1920 - Taiwán central.
- Trimeresurus gramineus (Shaw, 1802) - Sur de India.
- Trimeresurus gumprechti David, Vogel, Pauwels & Vidal, 2002 - noreste de Tailandia, Laos, Vietnam, China y Birmania.
- Trimeresurus gunaleni Vogel, David & Sidik, 2014 - Sumatra, Indonesia.[16]
- Trimeresurus guoi Chen, Shi, Vogel & Ding, 2021[17] - Sudoeste de China, Vietnam, Tailandia y Birmania.
- Trimeresurus hageni (Lidth de Jeude, 1886) - Tailandia peninsular, oeste de Malasia, Singapur e Indonesia (Sumatra e islas cercanas de Bangka, Simalur, Nias, Batu y las islas Mentawai).
- Trimeresurus honsonensis(Grismer, Ngo & Grismer, 2008) - Isla Hon Son, Vietnam.[18]
- Trimeresurus insularis Kramer, 1977 - islas menores de la Sonda, Indonesia.

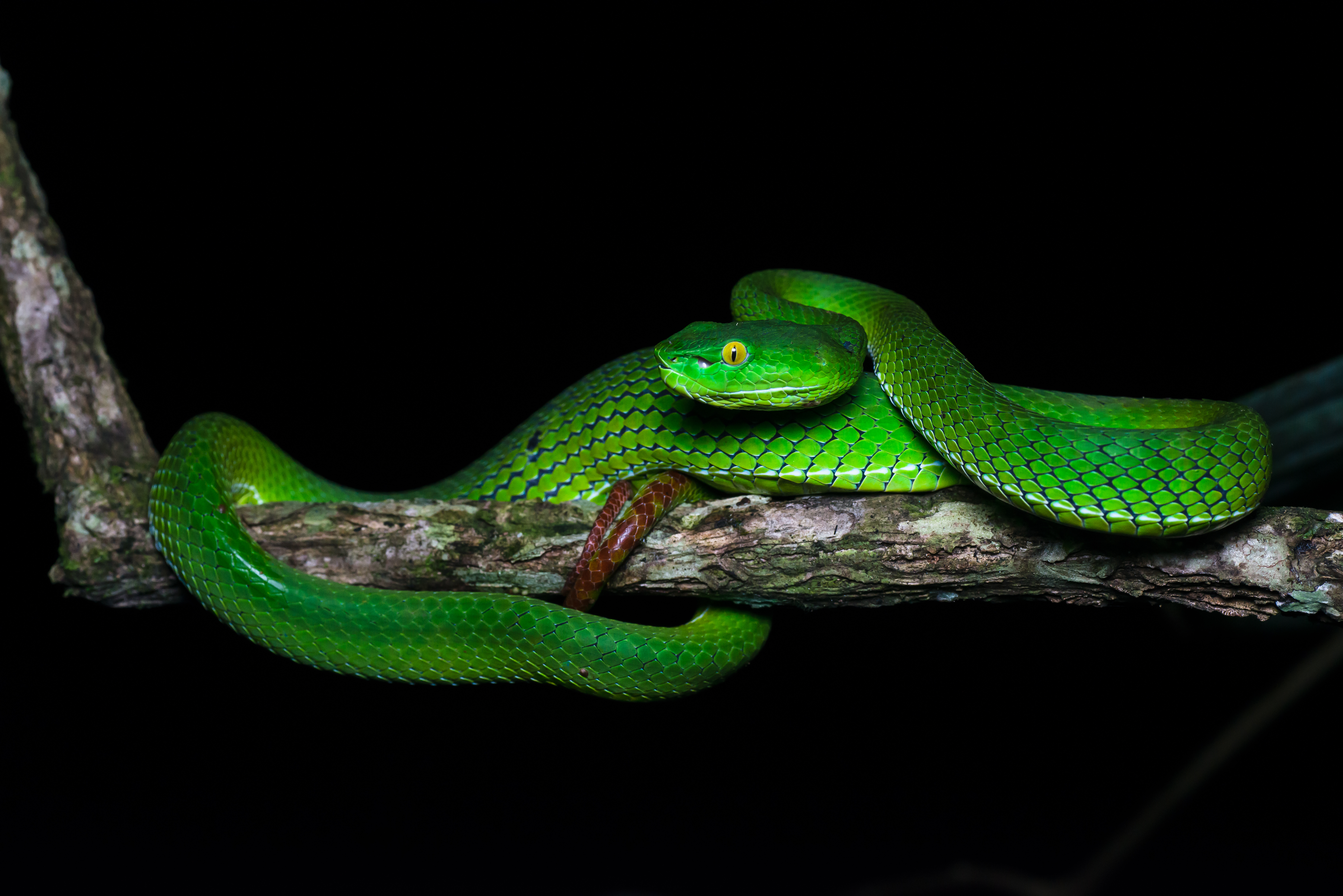
Trimeresurus gumprechti

- Trimeresurus kanburiensis Smith, 1943 - Tailandia.
- Trimeresurus kraensis Idiiatullina, Pawangkhanant, Suwannapoom, Tawan, Chanhome, Nguyen, David, Vogel & Poyarkov, 2024[19] - Istmo de Kra, Tailandia.
- Trimeresurus kirscheyi Vogel, David & Sidik, 2022 - Isla Simeulue, Indonesia.[10]
- Trimeresurus labialis Steindachner, 1867 - Islas Nicobar, India.
- Trimeresurus lanna Idiiatullina, Nguyen, Pawangkhanant, Suwannapoom, Chanhome, Mirza, David, Vogel & Poyarkov, 2024[20] - Suroeste de Myanmar, oeste de Tailandia, noroeste de Laos y sur de China.
- Trimeresurus macrolepis Beddome, 1862 - Montañas del sur de la India.
- Trimeresurus macrops Kramer, 1977 - Tailandia, Camboya y el sur de Vietnam.
- Trimeresurus malabaricus (Jerdon, 1854) - Sur y oeste de la India.
- Trimeresurus malcolmi Loveridge, 1938 - Isla de Borneo.
- Trimeresurus mcgregori Taylor, 1919 - Isla de Batán, Filipinas.[21]
- Trimeresurus medoensis Zhao, 1977 - Norte de India, norte de Birmania y China (sudeste del Tíbet).
- Trimeresurus mutabilis Stoliczka, 1870 - India (Isla central de Nicobar).[22]
- Trimeresurus nebularis Vogel, David & Pauwels, 2004 - Cameron Highlands, Malasia Peninsular.
- Trimeresurus phuketensis Sumontha, Kunya, Pauwels, Nitikul & Punnadee, 2011[23] - isla de Phuket, Suroeste de Tailandia.
- Trimeresurus popeiorum Smith, 1937 - Norte de India, sureste de Bangladés y oeste de Birmania.[20]
- Trimeresurus puniceus (Boie, 1827) - Sur de Tailandia, Oeste y este de Malasia (Sabah y Sarawak) e Indonesia (Borneo, Sumatra, las islas Mentawai de Siberut y el norte de Pagai, Simalur y Java).
- Trimeresurus purpureomaculatus (Gray, 1832) - India (Assam y las islas Andamán), Bangladés, Birmania, Tailandia, Malasia occidental, Singapur e Indonesia (Sumatra).
- Trimeresurus rubeus (Malhotra, Thorpe, Mrinalini & Stuart, 2011) - Vietnam y Camboya.
- Trimeresurus sabahi Regenass & Kramer, 1981 - Isla de Borneo.
- Trimeresurus schultzei Griffin, 1909 -  Islas de Palawan y Balabac, Filipinas.
- Trimeresurus septentrionalis Kramer, 1977 - Bangladés, India, Nepal y Bután.[24]
- Trimeresurus sichuanensis (Guo & Wang, 2011) - Provincias Sichuan, Hunan, China.[25]

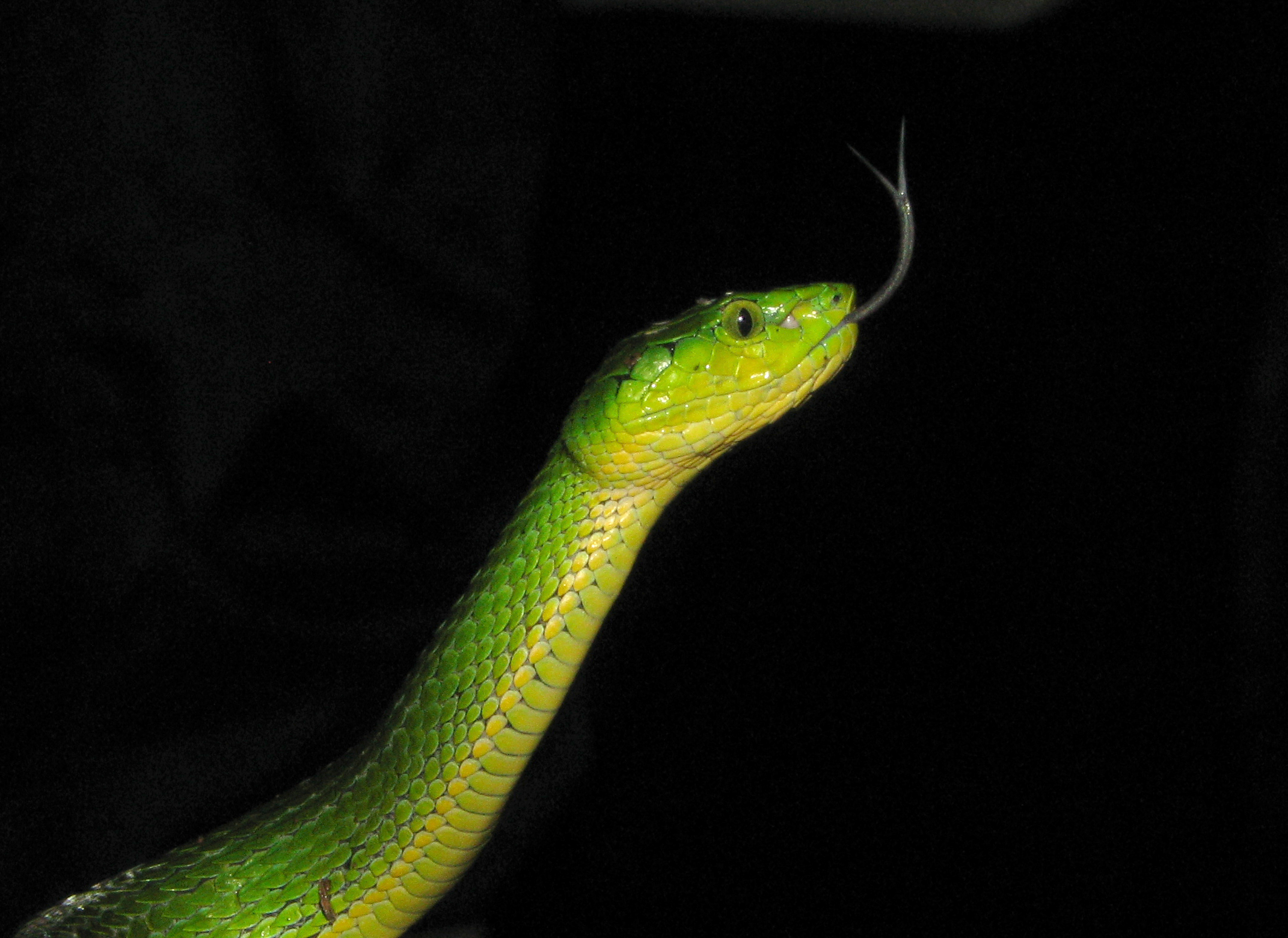
Trimeresurus macrolepis

- Trimeresurus stejnegeri Schmidt, 1925 - India (Assam), y Nepal a través de Birmania y Tailandia a China (Kuangsí, Kuangtung, Hainan, Fujian, Chekiang, Yunnan) y Taiwán.
- Trimeresurus strigatus Gray, 1842 - Las colinas del sur de la India.
- Trimeresurus sumatranus (Raffles, 1822) - Sur de Tailandia, Oeste y Este de Malasia (Sabah y Sarawak, en Borneo) e Indonesia (Bangka, Billiton, Borneo y Sumatra).
- Trimeresurus tenasserimensis Idiiatullina, Nguyen, Pawangkhanant, Suwannapoom, Chanhome, Mirza, David, Vogel & Poyarkov, 2024[20] - Birmania y Tailandia (Istmo de Kra).
- Trimeresurus tibetanus Huang, 1982 - Tíbet y Nepal.
- Trimeresurus toba David, Petri, Vogel & Doria, 2009 - Malasia oriental (Borneo: Sabah, Sarawak).[9]
- Trimeresurus trigonocephalus (Latreille, 1801) - Isla de Sri Lanka.
- Trimeresurus truongsonensis Orlov, Ryabov, Thanh & Cuc, 2004 - Vietnam central.
- Trimeresurus venustus Vogel, 1991 - sur de Tailandia.
- Trimeresurus vogeli David, Vidal & Pauwels, 2001 - Tailandia, Camboya, Laos y Vietnam.
- Trimeresurus whitteni Vogel, David & Sidik, 2022[10] - Islas Batu, Siberut y Sipura, Indonesia.
- Trimeresurus wiroti Trutnau, 1981 - Tailandia y Malasia occidental.[26]
- Trimeresurus yunnanensis Schmidt, 1925 - China (Yunnan y suroeste de Sichuan), Myanmar e India (Meghalaya).[27]